# The Impossible Game
The Impossible Game é um jogo de plataforma de um botão de 2009 desenvolvido e publicado pela Fluke Games. A porta Windows, macOS e Linux foi desenvolvida pela Grip Games.

## Jogabilidade
O objetivo do jogo é guiar um cubo sobre espinhos e buracos. Existem 5 níveis no jogo. Fire Aura, Original Level, Chaoz Fantasy, Heaven e Phazd (2 nas versões normais iOS e Android), quatro dos quais com música original.
Existem dois modos de jogo: modo normal e modo de prática. No modo normal, não há sinalizadores (pontos de verificação). Se o jogador morrer neste modo, o nível recomeçará desde o início.
No modo de prática, bandeiras (pontos de verificação) podem ser colocadas em qualquer ponto do nível. Se o jogador morrer neste modo, ele irá reaparecer na bandeira colocada mais recentemente.
Cada vez que um nível é vencido, uma medalha é concedida dependendo da forma como o superou.

### Editor de níveis
Na versão do jogo para PC, há um editor de níveis disponível, que os jogadores podem usar para criar seus próprios níveis, e música personalizada pode ser usada.

## Receção
The Impossible Game recebeu críticas geralmente mistas. No Metacritic, a versão para PC recebeu uma pontuação agregada de 64. No GameRankings, recebeu 60% no Xbox 360, 67% no iOS, 87% no PSP e 67% no PC. Eurogamer deu à versão Xbox 360 uma nota 6/10, afirmando que "é monumentalmente frustrante, mas também desconcertantemente viciante enquanto você tenta continuamente fazer um progresso precioso".

## Sequela
Uma sequência, The Impossible Game 2, foi anunciada pela Fluke Games em 2021 e lançada em março de 2022.